# Ahmet Güneştekin

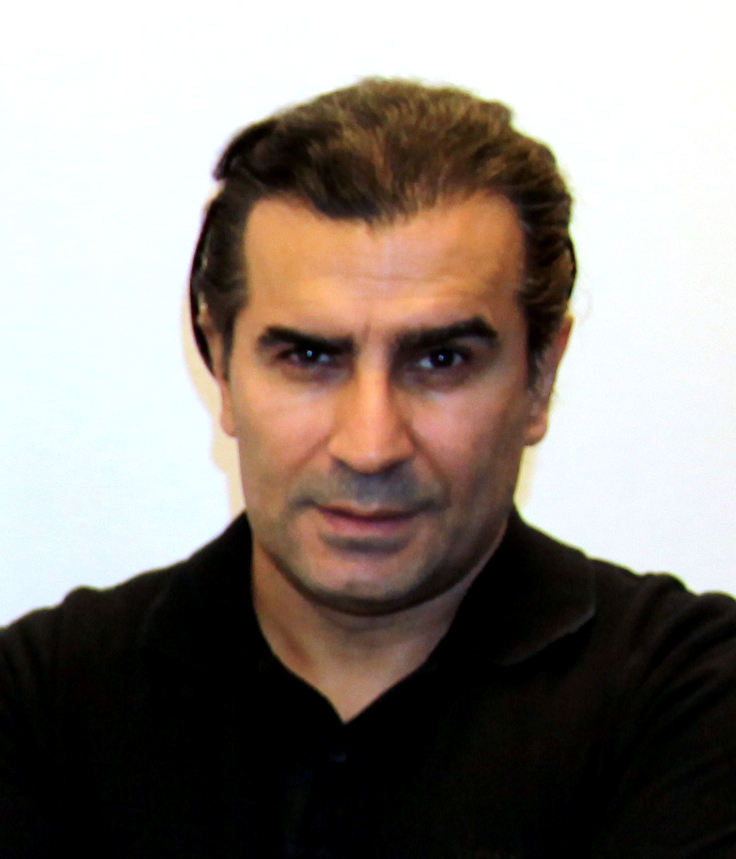
Ahmet Güneştekin (2013)

Ahmet Güneştekin (* 22. Dezember 1966 in der Provinz Batman) ist ein türkischer Künstler kurdischer Herkunft und Mitglied der International Association of the Plastic Arts und Regisseur.

## Biografie
Mit fünf Jahren entdeckte er seine Leidenschaft für die Malerei und malte sein erstes Ölgemälde im Alter von neun Jahren. Seine erste eigene Bilderausstellung eröffnete er mit 16 Jahren.
Güneştekin war in über 80 Kunstprojekten aktiv, seine Werke erregten sowohl national als auch international Aufmerksamkeit. Im Jahre 2003 organisierte er im Atatürk Kültür Merkezi (AKM) seine erste professionelle Ausstellung, die den Namen „Karanlıktan Sonraki Renkler“ (Farben nach Eintritt der Dunkelheit). Seine künstlerische Arbeit führt er heute in Beyoğlu weiter.
Bei den Dokumentarreihen „Haberci Türkiye Renkleri“ (Botschafter der Farben der Türkei) und „Güneşin İzinde“ (Auf den Spuren der Sonne), die beide im türkischen Staatssender TRT International ausgestrahlt wurden, führte er Regie.
Ahmet Güneştekin ist Mitglied der UNESCO International Association of the Plastic Arts (UNESCO Uluslararası Plastik Sanatçılar Derneği).